# Маданият (Араванский район)
Маданият (кирг. Маданият) — село в Араванском районе Ошской области Кыргызстана. Входит в состав Алля Анаровского айылного аймака.

## География
Село расположено в западной части области, на правом берегу реки Аравансай, на расстоянии приблизительно 0,5 километра (по прямой) к северу от села Араван, административного центра района.

## Население
Согласно оценочным данным Национального статистического комитета Кыргызской Республики, численность населения села на начало 2023 года составляла 1788 человек.
| год     | 2020 | 2021 | 2023 |
| ------- | ---- | ---- | ---- |
| человек | 1602 | 1700 | 1788 |